# Himalayacalamus porcatus
Himalayacalamus porcatus är en gräsart som beskrevs av Christopher Mark Adrian Stapleton. Himalayacalamus porcatus ingår i släktet Himalayacalamus och familjen gräs. Inga underarter finns listade i Catalogue of Life.